# 栗花地杨梅
栗花地杨梅（学名：Luzula badia）为灯心草科地杨梅属下的一个种。其种加词“badia”意为“栗色的”。